# 天海あむる
天海 あむる（あまみ あむる・1982年4月18日 - ）は、石川県出身のレースクイーン。フェイスネットワークを経て現在はアフロディーテに所属している。
趣味はゴルフ、ボディボード。特技は乗馬。
ブログは、2009年10月3日からAmebaに移転している。

## 主な活動

### レースクイーン
- SUPER GT「楽天BOMEX LADY」（2008年）
- フォーミュラ・ニッポン「Formula V6 ASIA team MERITUSレースクイーン」（2008年）

### テレビ出演
- SMAP×SMAP（フジテレビ系）
- 『ぷっ』すま（テレビ朝日系）
- KUNOICHI（TBS系）
- 〜明日も絶対〜パチるん?（群馬テレビ）